# Medardo Rosso

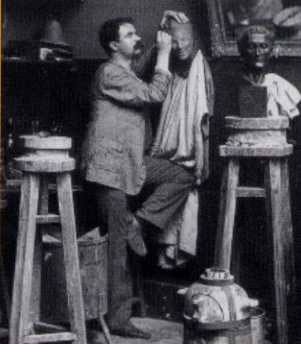
Medardo Rosso

Bambino ebreo

Medardo Rosso (Turín, 21 de junio de 1858 - Milán, 31 de marzo de 1928) fue un escultor y pintor italiano, famoso por sus esculturas en cera y yeso.

## Biografía
Después de realizar el servicio militar entre los años 1879 y 1881 empezó a estudiar pintura y escultura en la Academia de Brera de Milán, pero fue expulsado en 1883 por protestar por la ausencia en el programa de estudios de la asignatura de dibujo del natural. De entonces data su interés por el impresionismo francés; se instaló en París en 1889, y allí frecuentó la amistad de compañeros escultores como Auguste Rodin y Amedeo Modigliani, evitando sin embargo el mundo del arte oficial. 
Tras experimentar con materiales diversos, comenzó a trabajar el modelado en cera. Se hizo ciudadano francés en 1902 pero, después de 1915 viajó mucho, dividiendo su tiempo, principalmente entre París y Milán. Murió el 31 de marzo de 1928 en esta ciudad italiana.

### Etha Fles
El aislamiento artístico de Rosso y sus puntos de vista socialistas le impidieron recibir el reconocimiento de crítica y público, hasta que su trabajo comenzó a ser promocionado por su amante, la pintora holandesa Etha Fles, a la que conoció en 1900.

## Sus trabajos
Entre sus trabajos destacan Hombre leyendo el periódico (1894, Museo de Arte Moderno de Nueva York),  Beso bajo la farola (1882) y Conversación en una jardín (1893, Galleria Nazionale d'Arte Moderna, Roma).